# Andrés Yllana
Andrés Roberto Yllana (Rawson, Chubut, 30 de julio de 1974) es un exfutbolista y entrenador argentino. Actualmente está sin club.

## Trayectoria

### Como jugador
Yllana empezó a jugar al fútbol desde muy pequeño en Rawson, en el Club Atlético Germinal. Luego entró en las divisiones inferiores de Newell's Old Boys, donde compartía división con Claudio Enría. Volvió a préstamo a Germinal para jugar el Torneo del Interior, y gracias a una destacadísima actuación, comenzó su carrera profesional con Gimnasia y Esgrima La Plata en 1993. Jugó más de 100 partidos para el club antes de trasladarse a Italia, donde jugó en el Brescia y Verona.
En 1997 fue convocado para la selección nacional, mientras jugaba en Gimnasia en el partido frente a Bolivia el 02/04/1997, luego frente a Paraguay el 06/07/1997 siendo entrenador Daniel Alberto Passarella utilizando el dorsal (21) y finalmente año 2000 frente a Uruguay el 08/10/2000 siendo entrenador Marcelo Bielsa con el número (10).
En 2004 regresó a la Argentina, más precisamente a su primer club Gimnasia y Esgrima La Plata. En 2005 fue transferido a Belgrano con quién descendió de categoría al final de la temporada 2006-07, por lo que pasó a sumarse a Arsenal de Sarandí, con el que ganó la Copa Sudamericana en el año 2007. En 2008 se sumó al plantel de Nueva Chicago, equipo con el que jugó el Nacional B y con el que terminaría retirándose de la actividad profesional.

### Como entrenador
Yllana comenzó su experiencia como entrenador en las inferiores de Gimnasia y Esgrima La Plata. El 21 de junio de 2011, fue anunciado para ser el entrenador de Aldosivi de Mar del Plata.Sin embargo, el 18 de octubre, presentó su renuncia al cargo después de una derrota ante Huracán.
En diciembre de 2014, fue confirmado como técnico de Brown de Puerto Madryn para la temporada 2015.El 30 de junio de 2015, se marchó del club de "mutuo acuerdo" con la directiva luego de que finalizara la primera vuelta del torneo.
El 9 de noviembre de 2015, volvió a asumir como responsable técnico del fútbol juvenil de Gimnasia y Esgrima La Plata.En marzo de 2016, asumió interinamente al frente del primer equipo por un encuentro tras el despido de Pedro Troglio.A principios de 2017, se anunció la salida del club por decisión de la directiva tripera.
En diciembre de 2018, fue anunciado como nuevo entrenador de Unión San Felipe de la Primera B chilena, con vistas a la temporada 2019. El 11 de marzo de 2019, luego de 4 derrotas en misma cantidad de partidos, fue despedido del conjunto chileno.
Luego de ser asistente técnico de Mauro Camoranesi en el Tabor Sežana y en el Maribor, fue confirmado como entrenador de Villa San Carlos en agosto de 2021.El 7 de diciembre, presentó su renuncia al cargo a partir de los malos resultados en el campeonato.
En diciembre de 2021, inició su segunda etapa al frente de Brown de Puerto Madryn.No obstante, en julio de 2022, el club anunció la interrupción de su contrato después de una derrota ante Atlético Rafaela.
El 5 de diciembre de 2022, asumió al frente de San Martin de San Juan.Sin embargo, luego de seis encuentros, presentó la renuncia a su puesto tras el mal inicio en el torneo.
En marzo de 2023, fue oficializado como técnico de Deportivo Madryn en reemplazo de Ricardo Pancaldo.Luego de asegurar la permanencia en la Primera Nacional, anunció su salida del club el 25 de octubre.
El 6 de diciembre de 2023, comenzó su segunda etapa en Aldosivi.El 3 de noviembre de 2024, logró el ascenso a la Liga Profesional tras derrotar a San Martín de Tucumán en la final por el título de la Primera Nacional.Sin embargo, en marzo de 2025, dejó su cargo después de un mal comienzo en la temporada.
El 23 de abril de 2025, asumió como entrenador de Colón. En julio de 2025, fue relevado de sus funciones tras una serie de malos resultados que alejaron al club de los puestos del reducido por el ascenso a la máxima categoría.

## Clubes

### Como futbolista
| Club                        | País      | Año       | Partidos | Goles |
| --------------------------- | --------- | --------- | -------- | ----- |
| Gimnasia y Esgrima La Plata | Argentina | 1993-1999 | 142      | 5     |
| Brescia                     | Italia    | 1999-2002 | 85       | 9     |
| Hellas Verona               | Italia    | 2002-2003 | 17       | 2     |
| Gimnasia y Esgrima La Plata | Argentina | 2004-2005 | 29       | 1     |
| Belgrano                    | Argentina | 2006-2007 | 17       | 2     |
| Arsenal de Sarandí          | Argentina | 2007      | 1        | 0     |
| Nueva Chicago               | Argentina | 2008      | 3        | 0     |

### Como entrenador
| Club                     | País                 | Año                  | PJ  | PG | PE | PP | GF  | GC  | DG  | EF%    |
| ------------------------ | -------------------- | -------------------- | --- | -- | -- | -- | --- | --- | --- | ------ |
| Aldosivi                 | Argentina            | 2011                 | 11  | 1  | 6  | 4  | 11  | 13  | -2  | 27.27% |
| Brown (PM)               | Argentina            | 2015                 | 21  | 5  | 9  | 7  | 22  | 27  | -5  | 38.1%  |
| Gimnasia (LP) (interino) | Argentina            | 2016                 | 1   | 1  | 0  | 0  | 1   | 0   | +1  | 100%   |
| Unión San Felipe         | Chile                | 2019                 | 4   | 0  | 0  | 4  | 1   | 7   | -6  | 0%     |
| Villa San Carlos         | Argentina            | 2021                 | 18  | 4  | 5  | 9  | 18  | 25  | -7  | 31.48% |
| Brown (PM)               | Argentina            | 2022                 | 25  | 9  | 5  | 11 | 21  | 27  | -6  | 42.67% |
| Brown (PM)               | Argentina            | Total en Brown (PM)  | 46  | 14 | 14 | 18 | 43  | 54  | -11 | 40.58% |
| San Martin (SJ)          | Argentina            | 2023                 | 6   | 1  | 3  | 2  | 3   | 4   | -1  | 33.33% |
| Deportivo Madryn         | Argentina            | 2023                 | 28  | 9  | 11 | 8  | 25  | 20  | +5  | 45.24% |
| Aldosivi                 | Argentina            | 2024-2025            | 48  | 18 | 15 | 15 | 49  | 44  | +5  | 47.92% |
| Aldosivi                 | Argentina            | Total en Aldosivi    | 59  | 19 | 21 | 19 | 60  | 57  | +3  | 44.07% |
| Colón                    | Argentina            | 2025                 | 9   | 2  | 1  | 6  | 4   | 8   | -4  | 25.93% |
| Total en sus equipos     | Total en sus equipos | Total en sus equipos | 171 | 50 | 55 | 66 | 155 | 174 | -19 | 39.96% |

## Palmarés

### Como jugador

#### Campeonatos internacionales
| Título            | Club               | Sede       | Año  |
| ----------------- | ------------------ | ---------- | ---- |
| Copa Sudamericana | Arsenal de Sarandí | Avellaneda | 2007 |

### Como entrenador

#### Campeonatos nacionales
| Título           | Club     | País      | Año  |
| ---------------- | -------- | --------- | ---- |
| Primera Nacional | Aldosivi | Argentina | 2024 |